# Axel Graupner
Axel Graupner (* 3. Juli 1958 in Düsseldorf; † 22. August 2021) war ein deutscher evangelischer Theologe und Hochschullehrer an der Rheinischen Friedrich-Wilhelms-Universität Bonn.

## Leben
Nach dem Studium der Evangelischen Theologie in Bonn (1977–1983) legte er 1983 das erste theologische Examen in Düsseldorf ab. Von 1983 bis 1996 war er wissenschaftliche Hilfskraft (1983/1984), wissenschaftlicher Mitarbeiter (1984–1990) und wissenschaftlicher Assistent (1990–1996) in der Abteilung für Altes Testament der Ev.-Theol. Fakultät der Universität Bonn. Nach dem Vikariat (berufsbegleitend) (1987–1990) und der Promotion 1989/1991 mit einer Arbeit über Auftrag und Geschick des Propheten Jeremia durch die Ev.-Theol. Fakultät der Universität Bonn legte er 1990 die zweite theologische Prüfung in Düsseldorf ab. 
Nach dem Hilfsdienst (berufsbegleitend) und der Ordination 1990–1991 hatte er von 1996 bis 2009 Lehraufträge an der Ev.-Theol. und der Kath.-Theol. Fakultät der Universität Bonn, der Universität zu Köln und im Fachbereich Ev. Theologie der Universität des Saarlandes. Von 1996 bis 1997 vertrat er eine Assistentur in der Abteilung für Altes Testament der Theol. Fakultät der Ruprecht-Karls-Universität Heidelberg und von 1997 bis 1999 eine Assistentur in der Abteilung für Altes Testament der Ev.-Theol. Fakultät der Universität Bonn. Von 1999 bis 2002 war er wissenschaftlicher Mitarbeiter im Sonderforschungsbereich 534 „Judentum – Christentum“ der Universität Bonn. Nach der Habilitation 2001/2002 an der Ev.-Theol. Fakultät der Universität Bonn mit einer Arbeit über die elohistischen Texte im Pentateuch vertrat er 2001/2002 eine Professur (C 3) an der Theol. Fakultät in Heidelberg und von 2002 bis 2004 eine Professur (C 4) an der Theol. Fakultät der Ruprecht-Karls-Universität Heidelberg. Von 2005 bis 2009 war er Lehrer für Hebräisch am Wilhelm-Dörpfeld-Gymnasium. 
Seit 2008 war er wissenschaftlicher Mitarbeiter in der Abteilung für Altes Testament des Ev.-Theol. Seminars der Universität Bonn.
Seine Arbeitsschwerpunkte waren Archäologie und Geschichte Jerusalems, Pentateuch, insbesondere die Kommentierung des Buches Exodus, vorexilische Prophetie, insbesondere Jeremia, Recht und Ethos im Alten Testament, insbesondere der Dekalog und BEL – Bonner Exegetisches Lexikon.

## Werk (Auswahl)
- Axel Graupner: Auftrag und Geschick des Propheten Jeremia. Literarische Eigenart, Herkunft und Intention vordeuteronomistischer Prosa im Jeremiabuch (= Biblisch-theologische Studien. Band 15). Neukirchener Verlag, Neukirchen-Vluyn 1991, ISBN 3-7887-1364-X.
- Axel Graupner, Holger Delkurt, Alexander B. Ernst (Hrsg.): Verbindungslinien. Festschrift für Werner H. Schmidt zum 65. Geburtstag. Neukirchener Verlag, Neukirchen-Vluyn 2000, ISBN 3-7887-1813-7.
- Axel Graupner: Der Elohist. Gegenwart und Wirksamkeit des transzendenten Gottes in der Geschichte (= Wissenschaftliche Monographien zum Alten und Neuen Testament. Band 97). Neukirchener Verlag, Neukirchen-Vluyn 2002, ISBN 3-7887-1916-8.
- Axel Graupner, Michael Wolter (Hrsg.): Moses in biblical and extra-biblical traditions = Band 372 der Reihe Beihefte zur Zeitschrift für die alttestamentliche Wissenschaft. Walter de Gruyter, Berlin / New York 2007, ISBN 9783110194609. (doi:10.1515/9783110901368)
- Axel Graupner u. a.: ZuMUTungen. Sieben Texte aus dem Buch des Propheten Jeremia. Aussaat, Neukirchen-Vluyn 2007, ISBN 978-3-7887-2892-2.
- Axel Graupner, Manfred Oeming (Hrsg.): Die Welt ist in Verbrecherhand gegeben? Annäherungen an das Theodizeeproblem aus der Perspektive des Hiobbuches (= Biblisch-theologische Studien. Band 153). Neukirchener Verlag, Neukirchen-Vluyn 2015, ISBN 978-3-7887-2892-2.